# Жамбын Батмунх
Жамбын Батмунх (монг. Жамбын Батмөнх; 10 марта 1927, сомон Хяргас, Убсунурский аймак — 14 мая 1997, Улан-Батор) — государственный, политический и партийный деятель Монгольской народной республики, генеральный секретарь ЦК МНРП, Председатель Президиума Великого Народного Хурала в 1984—1990 годах.

## Биография
Родился в семье арата, до 13 лет пас скот, в 1939—1942 годах году учился в начальной школе сомона Хяргас, в 1942—1945 годах — в средней школе города Улаангом, в 1945—1947 годах — на подготовительном отделении МонГУ, в 1947—1951 годах — на экономическом отделении МонГУ, в 1958—1961 годах — в аспирантуре Академии общественных наук при ЦК КПСС. С 1948 года член МНРП.
Трудовой путь в 1951 году начал с преподавателя Пединститута, в 1952—1956 годах — преподаватель, в 1956—1958 — проректор Высшей партийной школы при ЦК МНРП, в 1962—1967 годах — заведующий кафедрой, проректор, ректор Экономического института, в 1967—1972 годах — проректор МонГУ, с 1971 года — кандидат в члены ЦК МНРП, в 1972—1973 годах — ректор МонГУ, в 1973—1974 годах — заведующий отделом науки и образования ЦК МНРП, с 1974 года — член ЦК, в 1974—1990 — член Политбюро ЦК МНРП, с мая 1974 — заместитель Председателя Совета Министров МНР, с июня 1974 по декабрь 1984 — Председатель Совета Министров МНР.
Кандидат экономических наук (1961).
Отличался скромностью, как вспоминает бывший секретарь ЦК МНРП Д. Моломжамц, «… помню, когда Ж.Батмунха избрали Председателем Президиума Великого Народного Хурала, то есть главой государства, встал вопрос о начислении 40-процентной надбавки к зарплате в соответствии с действующим законодательством (и Цеденбал получал 40 процентов), он сам предложил уменьшить это до 20 процентов, также заявил, что не согласен с предложением Политбюро о присвоении ему в связи с 60-летием звания героя труда МНР и Политбюро вынуждено было согласиться с этим».
С 1985 года придерживался политики равных отношений с двумя великими державами — СССР и КНР, содействовал нормализации монгольско-китайских отношений, установлению дипломатических отношений с Республикой Корея, торгово-экономических, научно-технических, гуманитарных отношений с Японией, КНР. В июле 1984 года в результате продолжительных переговоров сумел достичь с Правительством СССР договоренности по вопросу об убыточном для МНР совместном предприятии Эрдэнэт, в соответствии с которым и перерасчетом от 1979 года в монгольскую казну стали поступать доходы от продажи медно-молибденового концентрата. Руководил переговорами с Правительством СССР по вопросу «большого долга» МНР Советскому Союзу, обе стороны тогда пришли к выводу о несостоятельности большей части долга, но с началом 90-х годов окончательное решение зависло.
В 1984 году, наряду с Д. Моломжамцем, Ж. Батмунх играл ключевую роль в устранении от власти тяжело заболевшего лидера Цеденбала. Ж. Батмунх был избран новым Генеральным секретарём ЦК МНРП. Когда в Монголии начались массовые акции протеста с требованием демократизации страны, Ж. Батмунх не допустил кровопролития, настоял на отставке Политбюро ЦК МНРП в полном составе. Когда в 1990 году Чрезвычайный съезд МНРП создал комиссию по проверке т. н. «окружения Ю. Цеденбала», заявил членам комиссии: «… вся ответственность лежит на мне как возглавлявшем Политбюро ЦК МНРП. И официально, ответственно заявляю, что эту ответственность я ни с кем не собираюсь делить».
Вскоре после начала акций протеста с требованием демократизации в 1990 году Жамбын Батмунх, верный своим принципам не применять силы, пошёл на переговоры с лидерами движения, а 9 марта распустил Политбюро ЦК МНРП и ушёл в отставку. Существует мнение, что благодаря этим решениям политические трансформации 1990 года прошли бескровно.
В дальнейшем жил в Улан-Баторе, находился на пенсии. Умер 14 мая 1997 в Улан-Баторе.

### Семья
Супруга Авирмэдийн Дариймаа, родилась в 1933 году, в 1952 году окончила сельхозтехникум, курсы библиотекарей и работала в библиотеке МонГУ, поженились в 1954 году. Усыновили троих сыновей.

## Награды
- Орден Сухэ-Батора.
- Орден Ленина (1986).
- Орден Дружбы народов (1976).
- Орден Клемента Готвальда (4.2.1986)[1]

## Источник
- «Алтан-Өлгий», Биографии 74 лиц, покоящихся на кладбище государственного почета. Составители: Б.Балжинням, Д.Сухболд, редакторы: Д.Гарам-Очир, Д.Тувшинтур, город Улаанбаатар, 2005, статья «Жамбын Батмунх», стр. 67-75,